# 德林河
德林河（阿尔巴尼亚语：Drin or Drini；马其顿语：Дрим；希腊语：Δρινος），欧洲巴尔干半岛河流，为阿尔巴尼亚最长的河流。长约160 km (99 mi)。德林河有2个主要源头，白德林河与黑德林河，两河在库克斯汇合。白德林河发源于塞尔维亚莫克尔—戈尔山脉，黑德林河发源于北马其顿共和国西南部奥赫里德湖。德林河有两个入海口，一部分直接流向亚得里亚海，另一部分汇入布纳河。